# Rhodometra gegenaria
Rhodometra gegenaria är en fjärilsart som beskrevs av Alphéraky 1883. Rhodometra gegenaria ingår i släktet Rhodometra och familjen mätare. Inga underarter finns listade.